# 岡田弥一郎
岡田 弥一郎（おかだ やいちろう、1892年6月24日 - 1976年4月28日）は、日本の動物学者。学位は、理学博士（東京大学）。三重県立大学(現三重大学)教授、東海大学教授を歴任。

## 略歴
石川県加賀市出身。水産講習所(現東京海洋大学)卒業、東京帝国大学助手、1929年、理学博士（東京大学）（学位論文：「六枚海綿ファレア・ソラシーの發生に就て」）取得。東京高等師範学校教授、三重水産専門学校校長、戦後三重県立大学(現三重大学)教授、水産学部長。定年後、東海大学教授、日本魚類学会初代会長などを歴任。
動物学者としては、魚類、爬虫類や両生類などの分類学の分野において貢献している。

## 著書
死後半世紀近くたったため、2020年代には岡田の著作はその殆どが国立国会図書館デジタルコレクションでデジタル化され、インターネット上で公開されている。
- 『恐ろしい寄生虫の話（児童文庫第八巻）』  盛林堂書店 1926 国立国会図書館書誌ID:000000805635 doi:10.11501/1720173
- 『日本産蛙総説』 岩波書店 1930  国立国会図書館書誌ID:000000767868 doi:10.11501/1213156
- "The tailless batrachians of the Japanese Empire" 農林省. 1931 国立国会図書館書誌ID:000006419053 doi:10.11501/1677394
- 『水産動物学（水産学全集第四巻）』 厚生閣 1932 国立国会図書館書誌ID:000000906560 doi:10.11501/1842686
- 博物學提要 小學教材を主としたる  三省堂 1935.5
- 動物の世界 最新科学の驚異 太陽閣 1937
- 『害虫と家庭衛生』 河合商店 1942 国立国会図書館書誌ID:000000677802 doi:10.11501/1064599
- 火の島へ ダーウィンのたんけん 学習研究社 1948 (世界たんけんシリーズ) 国立国会図書館書誌ID:000000805197
- 『動物の採集と飼育』 星書房 1948 国立国会図書館書誌ID:000000841273 doi:10.11501/1155385
- 新制動物実験提要 日本出版社 1948
- 日本の魚 目黒書店 1949
- 日本の蛙 南条書店 1949
- 生物学実験法講座 第11巻 E 脊椎動物発生実験両生類 中山書店 1955
- 生物学実験法講座 第5巻 J ヒキガエル 中山書店 1956
- 蛙談義 考古堂書店 1974 国立国会図書館書誌ID:000001119299 doi:10.11501/12615016

### 共著
- 参考中等動物図説 高桑良興 宝文館 1931
- 『爬虫類の爬虫類の生態と進化』 高桑良興 養賢堂 1932 国立国会図書館書誌ID:000000770897 doi:10.11501/1213669
- 『蛙 発生』 馬場菊太郎 岩波書店 1932 国立国会図書館書誌ID:000000740698 doi:10.11501/1187375
- 『岩波動物学辞典』 谷津直秀共編 岩波書店 1935 国立国会図書館書誌ID:000000911989 doi:10.11501/1869423
- 『世界生物写真集』 本田正次共編 三省堂 1936 国立国会図書館書誌ID:000000721678 doi:10.11501/1221101
- 日本動物分類 内田亨,江崎悌三共編 三省堂 1935-43
- 日本産魚類検索 松原喜代松共著 三省堂 1938  国立国会図書館書誌ID:000000892454 doi:10.11501/1811009
- 『琉球列島の生物相』 蜂須賀正氏 共編 日本生物地理学会 国立国会図書館書誌ID:000001423473 doi:10.11501/1905923
- 動物学用語新辞典 原又栄 太陽堂 1940
- 日本の淡水魚類 中村守純 日本出版社 1948
- 水産動物の研究 第1 日本出版協同 1950
- 学生動物図鑑 石井悌,山階芳麿共編 南条書店 1952
- 『沖縄産動物目録』 主任編集 沖縄生物教育研究会 1959 国立国会図書館書誌ID:000001139630 doi:10.11501/12636399
- 『動物の解剖・組織・発生 第1-3』 内田亨共編 中山書店 1960 国立国会図書館書誌ID:000000884871 doi:10.11501/1370708
- 『海の生きもの カラー魚類（山渓カラーガイド）』 魚類　岡田弥一郎、益田一海洋生物研究グループ共著　山と渓谷社 国立国会図書館書誌ID:000001122880 doi:10.11501/12614762

### 翻訳
- 『大珊瑚海の自然 大堡礁学術探検報告』 チャールズ・モーリス・ヨング 大日本出版 1943 国立国会図書館書誌ID:000000676268 doi:10.11501/1063082
- 『爬虫類』 アルチー・カー著 タイムライフインターナショナル 1969 (タイムライフブックス） 国立国会図書館書誌ID:000001127371 doi:10.11501/12638111

## 論文
- 国立情報学研究所収録論文 国立情報学研究所
- 岡田彌一郎 (1915-07-15). “軟體動物の所謂刺細胞”. 動物学雑誌 (社団法人日本動物学会) 27 (321):  399-400. ISSN 00445118. NAID 110004640957.
- 岡田彌一郎; 馬場 菊太郎 (1928-12-15). “VI アカヲニウミウシ(Procamopherus sp.)の發光”. 動物学雑誌 (社団法人日本動物学会) 40 (482):  483-484. ISSN 00445118. NAID 110003333166.
- 岡田彌一郎 (1931-03-15). “渡瀬先生と日本生物地理學會”. 動物学雑誌 (社団法人日本動物学会) 43:  69-70. ISSN 00445118. NAID 110003359424.
- 岡田彌一郎 (1936-06-15). “故高橋定衛君”. 動物学雑誌 (社団法人日本動物学会) 48 (6):  328-329. ISSN 00445118. NAID 110003368766.
- 岡田彌一郎 (1936-10-15). “南洋の思ひ出”. 動物学雑誌 (社団法人日本動物学会) 48:  426-427. ISSN 00445118. NAID 110003359832.
- 岡田彌一郎; 池田兵司 (1937-05-15). “日本産ウグヒ屬Tribolodonの分類及び分布上の考察II. : 北海道に於るウグヒ屬種とその分布”. 動物学雑誌 (社団法人日本動物学会) 49 (5):  161-172. ISSN 00445118. NAID 110003359935.
- 岡田彌一郎; 花岡利昌 (1939-06-15). “本邦産イルカ類の研究(II)(分類學)”. 動物学雑誌 (社団法人日本動物学会) 51 (6):  374-375. ISSN 00445118. NAID 110004708135.
- 岡田彌一郎; 木場一夫 (1954-09-15). “動物地理学”. 動物学雑誌 (社団法人日本動物学会) 63:  326-331. ISSN 00445118. NAID 110003334076.
- 岡田彌一郎 (1960-02-15	69). “日本と支那産のハンザキ(分類・生態)”. 動物学雑誌 (社団法人日本動物学会):  73. ISSN 00445118. NAID 110003363336.

## 参考
- 日本人名大辞典